# Bokwina
Bokwina is een geslacht van hooiwagens uit de familie Cosmetidae.
De wetenschappelijke naam Bokwina is voor het eerst geldig gepubliceerd door C.J.Goodnight & M.L.Goodnight in 1947. 

## Soorten
Bokwina is monotypisch en omvat slechts de volgende soort:
- Bokwina sandersoni